# Vale das Éguas
Vale das Éguas ist ein Ort und eine ehemalige Gemeinde (Freguesia) im portugiesischen Kreis Sabugal. Die Gemeinde hatte 39 Einwohner (Stand 30. Juni 2011).
Am 29. September 2013 wurden die Gemeinden Vale das Éguas, Ruvina und Ruivós zur neuen Gemeinde União das Freguesias de Ruvina, Ruivós e Vale das Éguas zusammengeschlossen.